# 僕と青
『僕と青』（ぼくとあお）は、日本のシンガーソングライター、大橋ちっぽけの1stEP。2018年6月6日にrespondより発売。

## 概要
自身初となる全国流通盤にして、レーベル初の発売作品となった。

## プロモーション

### リリース記念インストアライブ
本作のリリースを記念したインストアライブ及び特典お渡し会が全国5会場で行われた。

### メディア出演
プロモーションのために全国のラジオ番組に出演したほか、フジテレビ系音楽番組「Love music」にも出演した。

### 購入者特典
購入者特典として、本人直筆オリジナルステッカーが配布された。ステッカーには3種類絵柄が存在し、それぞれ四国エリア限定・TSUTAYA限定・タワーレコード限定の絵柄となっている。

## 収録曲
| 全作詞・作曲: 大橋ちっぽけ。 |                        |              |              |      |
| #                            | タイトル               | 作詞         | 作曲・編曲   | 時間 |
| 1.                           | 「君と春」             | 大橋ちっぽけ | 大橋ちっぽけ | 4:12 |
| 2.                           | 「オレガノ」           | 大橋ちっぽけ | 大橋ちっぽけ | 6:30 |
| 3.                           | 「19」                 | 大橋ちっぽけ | 大橋ちっぽけ | 4:51 |
| 4.                           | 「信じてほしい」       | 大橋ちっぽけ | 大橋ちっぽけ | 2:49 |
| 5.                           | 「さよなら、ありがと」 | 大橋ちっぽけ | 大橋ちっぽけ | 4:57 |
| 合計時間:                    | 合計時間:              | 23:22        |              |      |

## クレジット

### 演奏者
- 大橋ちっぽけ - ボーカル、ギター
- 林あぐり - ベース(M-2、3)
- 篠原佑太 - ドラム(M-2、3)
- 白石経 - ギターテック(M-2、3)
- 坂本遥 - ギター(M-2、3)

### その他
- スズケン（鈴木健太） - アートワーク[1]
- 岩崎隆一（ヤマハミュージックエンタテインメントホールディングス） - アレンジ、共同プロデュース

## パワープレイなど

### 君と春
- Date fm エフエム仙台「MEGA PLAY」
- エフエム岩手「Reputation Cut’s」
- RADIO BERRY FM栃木「B-HOT！ルーキーズ」
- FMとやま「MUSIC POWER PLAY」
- レディオキューブFM三重「POWER PLAY」
- FM GIFU エフエム岐阜「Gパワープレイ」
- V-air エフエム山陰「パワープレイ」
- エフエム徳島「POWER PLAY」
- Hi-Six FM高知「Hi-Six Monthly Power Play」
- FM香川「プライムチューン」
- JOEU-FM愛媛「カモ☆れでぃ★Night！」パワープッシュ
- cross fm「green recommend」
- エフエム佐賀「Heavy Rotation」